# Christoph von Billerbeck
Hans Christoph von Billerbeck (* 16. April 1714 in Pommern; † 3. November 1790 in Halle) war ein preußischer Oberst.

## Leben

### Herkunft und Familie
Hans Christoph war Angehöriger der pommerschen Adelsgeschlechts von Billerbeck. Seine Eltern waren der preußische Oberst und Kommandant von Pillau, sowie Erbherr auf Billerbeck Constantin von Billerbeck (1673–1744) und Beate Luise von Schönbeck.
Er vermählte sich 1755 mit Rudolfine Karoline Wilhelmine von Stecher (1739–1801), einer Tochter von Johann Christoph von Stecher. Aus der Ehe sind 11 Kinder hervorgegangen.
- Auguste Friederike Louise (* 1806), ⚭ 1769 Friedrich Heinrich von Manteuffel († 1825), preußischer Hauptmann
- Friedrich Christoph Constantin (1756–1805), Pate war Friedrich II., Leutnant im Infanterieregiment „Kalckstein“, Kanonikus am Stift St. Gangolphi in Magdeburg
- August Karl Ferdinand (1757–1775)
- Gottfried Karl Konstantin (1758–1760)
- Konstantina Henriette Eleonore Wilhelmine (* 1763), ⚭ 1787 Philipp Heinrich Ferdinand von der Heydte, sächsischer Oberst
- Konstantina Rudolfine Eleonore (1765–1815),

⚭I 1788 Christian Ludwig von Thadden († 1794)
⚭I 1799 Maximilian von Chambaud-Carrier († 1806), Major
- Rudolph Wilhelm Konstantin (1766–1813), Herr auf Beuchlitz, Leutnant im Leib-Karabiner-Regiment, Kapitular des Oberstkollegiatsstifts in Halberstadt, ⚭ 1802 Johanne Charlotte Amalie Karoline von Möllendorf (1782–1844)
- Konstantina Louisa Eleonore (* 1768)
- August Wilhelm Konstantin (1768–1792), Leutnant im Fürstlich Weimarschen Kürassierregiment
- Emilie Eleonora Konstanina (1771–1772)
- Karl Konstantin Viktor (1772–1787)

### Werdegang
Billerbeck bestritt eine Offizierslaufbahn in der preußischen Armee. Als Kapitän im 1. Bataillon Garde, Major von der Armee und Kommandeur eines Grenadierbataillons, dass aus jeweils zwei Grenadierkompanien der Regimenter „Ferdinand von Braunschweig“ und „Jung-Stutterheim“ zusammengesetzt war, erhielt er im Oktober 1756 den Orden Pour le Mérite. Im Dezember 1758 avancierte er zum Oberstleutnant von der Armee und befehligte sein Grenadierbataillon bis 1763. In der Schlacht bei Kunersdorf wurde er verwundet und erhielt 1763 den ersuchten Abschied.
Er war Erbherr auf Schlochau und Reichenbach. In Beuchlitz ließ er im Gutshaus ein Muschelzimmer, als Nachbildung des Muschelsaals im Neuen Palais errichten. Sein väterliches Erbgut Billerbeck zedierte er an seinen Schwiegersohn von Manteuffel und seine Gattin.